# 리팜피신
리팜피신(rifampicin, 국제일반명) 또는 리팜핀(rifampin, 미국 명칭)은 리파마이신 계열의 살균성 항생제이다. 이 약은 'Amycolatopsis rifamycinica' 로부터 얻어진 반합성 화합물이다. 리팜피신은 R, RMP, RA, RF, 또는 RIF(미국)로 줄여 표현한다.
1957년, 프랑스 피한지의 소나무숲에서 채취된 흙의 표본이 이탈리아 밀란에 있는 Lepetit 제약회사의 연구소에 전달되었다. 거기서, 한 Prof. Piero Sensi (1920~)가 이끄는 연구 그룹이 새로운 세균을 발견하였다. 이 새로운 종은 곧 과학적인 주목을 받게 되었는데, 이는 이로부터 항생제 작용을 하는 새로운 종류의 분자가 생산되었기 때문이다. Prof. Sensi와 그 동료 연구자들이 프랑스 범죄 소설 《리피피》(Rififi)를 특히 좋아했기에 이 화합물을 '리파마이신'이라 부르기로 했다. 더 안정적인 반합성 생산물을 얻기 위한 2년 간의 시도로, 1959년에는 효율이 높고 내약성이 좋은 새로운 분자가 생산되었고, '리팜피신'이라 명명되었다.
리팜피신은 또한 rifaldazine, R/AMP, rofact (캐나다), rifampin (미국)으로도 알려져 있다. 이들은 다양한 리팜피신의 종류이나, '리팜피신'의 형태가 임상적으로 훨씬 효과적이다.
리팜피신은 매우 붉은 고형으로, 체액에 도달하는 적은 일부가 복용자의 소변(그리고, 약간의 땀과 눈물)을 복용 후 수 시간 동안 무해한 붉은 오렌지색으로 만드는 것으로 알려져 있다. 항생제를 음식과 함께 복용할 경우, 혈중 최고 농도는 약 1/3로 줄어든다.

## 사용
리팜피신은 1967년 도입되었는데, 결핵과 잠재성 뇌막염을 치료하는 혼합 약제인 이소니아지드, 에탐부톨, 피라진아마이드, 스트렙토마이신에 주요 약제로 더하여 사용하기 위해서이다. 북미에서 이 약은 처방전이 필요하다. 수개월간은 매일 규칙적으로 중단 없이 복용해야 하며, 그렇지 못할 경우, 결핵의 약에 대한 내성이 크게 증가한다. 사실, 이것이 앞서 기술한 세 가지 약제들, 특히 이소니아지드와 함께 이 약이 사용되는 주요 이유이다. 이는 또한 결핵의 직접 관찰 치료(directly observed therapy) 이면의 주요 동기이기도 하다.
리팜피신의 내성은 치료 중에 빠르게 발전하는데, 이러한 감염에 리팜피신 만으로 치료하면 안되며, 다른 항생제와 함께 사용해야 한다.

### 미코박테리아
리팜피신은 미코박테리아 감염의 치료에 주로 사용되는데, 여기에는 결핵과 한센병이 포함된다.
한센병의 기본 치료로서의 여러 약제를 사용한 치료에서 리팜피신은 내성을 피하기 위해 항상 댑손(dapsone), clofazimine과 함께 사용된다.

## 약력학 (작용 기제)
리팜피신은 세균 세포내의 DNA 의존성 RNA 폴리머라제를 가로막는데, 이는, 그 베타 서브유니트를 묶어 RNA로 전사되는 것을 방지하고, 이어 단백질로 옮겨지는 것을 막기 때문이다. 리팜피신은 지방 친화적이어서 결핵성 뇌막염 치료제의 좋은 후보가 되는데, 이는 중추신경계에 분포해야 하고, 혈액 뇌관문을 통과해야 하기 때문이다.
리팜피신에 내성이 있는 세균은 β 서브유니트 구조가 미묘하게 달라 약제가 충분히 억제할 수 없는 RNA 폴리메라제를 생산한다. 분자생물학 연구에서는, 리팜피신에 내성이 있는 유전자를 포함한 플라스미드가 종종 군집 검사(colony screening)에 사용된다. 이러한 내성 유전자를 포함한 플라스미드가 연구자들에게 판매되고 있다.

## 부작용
가장 심각한 부작용은 리팜피신의 간독성과 관련이 있으며, 복용 환자는 간의 손상을 발견하기 위해 종종 간 기능 검사를 받는다.
리팜피신은 효과적인 간 효소 유도 인자로, 간의 시토크롬 P450 효소를 상향조절하며, 이러한 효소에 의해 간에서 제거되는 여러 다른 약제들의 물질대사 속도를 증가시킨다. 결과적으로, 리팜피신은 다른 약제와 함께 복용할 경우 어느 정도의 부작용을 초래할 수 있다. 예를 들면, 와파린으로 장기 항응고 치료를 받는 환자는 특별히 주의해야 하며, 이에 맞추어 복용량을 늘려야 하는데, 실패하면 항응고 치료가 충분하지 않게 되어 혈전 색전증이라는 심각한 결과를 초래할 수 있다.
간의 호르몬 대사작용을 상향조절은 그들의 수준을 낮추며, 리팜피신은 또한 비슷한 방식으로 호르몬에 의한 피임의 효과를 줄여, 경구 피임약을 사용하는 리팜피신 복용자들이 단기간에도 원치 않는 임신을 하는 경우가 보고되어 왔다.
또 다른 의도하지 않은 결과로는, 열, 위장 장애, 발진, 기타 면역 반응이 있다.
리팜피신을 복용하면 소변, 눈물과 같은 특정 체액이 오렌지색이 될 수 있는데, 예상하지 않았다면 놀랄 수도 있다. 이 효과는 약제가 효과적으로 흡수되었는지 모니터할 때에도 사용될 수 있다. 땀과 눈물의 변색은 직접 알아채기 어려우나, 밝은 색 옷을 주황색으로 물들일 수 있으며, 눈물은 콘택트 렌즈에 영구적인 얼룩을 남길 수 있다.
리팜피신이 모유로 배출될 수도 있으므로, 복용 중 수유는 삼가야 한다.
부작용은 다음을 포함한다.
- 간독성 - 간염, 황달, 심한 경우는 간기능 부전
- 호흡기 - 숨이 참
- 피부 - 홍조, 가려움증, 발진, 안구 적열과 눈꼽
- 복부 - 메스꺼움, 구토, 설사를 동반한 (또는 동반하지 않은) 복통
- 유사 감기 증상 - 오한, 열, 두통, 관절통, 불만감. 리팜피신은 뇌로 잘 침투하므로, 이로부터 소수 복용자들의 불만감과 불쾌감을 설명할 수 있다.

## 약물 동력학
복용하는 리팜피신은 약 2 ~ 4시간내에 혈장 최고 농도에 달한다. 4-아미노살리실산 (또 다른 항결핵제)은 리팜피신의 흡수를 크게 감소시켜 최고 농도에 도달하지 않게 될 수 있다. 두 약이 함께 사용되어야 한다면(결핵 치료 중 종종 발생한다.), 이들은 8 ~ 12시간의 간격을 두고 따로 복용하여야 한다.
리팜피신은 위장관에서 쉽게 흡수된다. 약의 에스터 작용기는 쓸개즙에서 빠르게 가수분해된다. 그리고, 높은 pH와 '에스터라제(esterases)'라는 기질 특유의 효소에 촉진된다. 6시간 정도 지나면, 약의 거의 대부분은 아세틸기가 제거된다. 이러한 탈아세틸 형태에서도 리팜핀은 여전히 잠재적인 항생제이지만, 더 이상 장에서 흡수되지 않으며, 이후 체내에서 제거된다. 복용한 약의 약 7% 정도만이 변형되지 않고 소변으로 배출되며, 소변으로 배출되는 양은 전체 양의 약 30% 정도가 된다. 약 60% ~ 65%는 대변을 통해서 배출된다.
리팜피신의 반감기는 1.5 ~ 5시간이며, 간의 장애는 이를 크게 증가시킨다. 반대로, 음식의 소비는 위장관에서의 흡수를 막아 약이 더 빨리 제거되게 한다. 리팜피신을 식사와 함께 복용하면 혈중농도가 36% 떨어진다. 어쨌거나, 제산제는 흡수에 영향을 주지 않는다. 식사로 리팜피신의 흡수가 줄어들면 경우에 따라서는 소변의 색깔에 눈에 띄게 영향을 주어, 복용된 약제가 효과적으로 흡수되었는지를 알 수 있는 표지로 사용될 수 있다.
약제는 체내에서 (농도가) 높이 분포되어, 여러 장기와 뇌척수액을 포함한 체액 내에서 유효 농도에 도달한다. 물질 자체가 붉은 색이어서, 이러한 높은 분포는 침, 눈물, 땀, 소변, 대변이 주황색이 되는 원인이 된다. 약제의 약 60 ~ 90%는 혈장 단백질에 결합된다.
리팜피신은 '높은 대사율'을 야기하는, 간의 마이크로솜성 효소 유도 인자로 여겨진다.